# Richard Prosser
Richard Ivor Prosser (Henderson, Auckland; 15 de gener de 1967) és un polític neozelandès i diputat de la Cambra de Representants de Nova Zelanda des de les eleccions de 2011. És membre de Nova Zelanda Primer.

## Inicis
Prosser va néixer el 15 de gener de 1967 a Henderson, a l'oest d'Auckland. Va créixer a Waikato, anant al Col·legi de les Planes de Hauraki (Hauraki Plains College) de Ngatea.
Va viure al Regne Unit fins que se'n retornà a Nova Zelanda el 1990. El 1994 es traslladà a Central Otago on seria enòleg i viticultor. El 2001 es va graduar amb un certificat d'enologia i viticultura de l'Institut de Tecnologia de l'Est a Napier.
En les eleccions locals de 2007 fou candidat a l'alcaldia del districte de Central Otago. Quedà en tercer lloc d'un total de tres candidats amb el 16,03% del vot. També fou candidat a ser regidor al consell del districte de Central Otago per la circumscripció de Earnscleugh-Manuherikia, sense èxit de nou en quedar tercer de tres i rebre el 22,18% del vot.

## Diputat
| Parlament de Nova Zelanda |      |                |        |           |
| Anys                      | Leg. | Circumscripció | Llista | Partit    |
| 2011-actualitat           | 50   | Llista         | 4      | NZ Primer |

En les eleccions generals de 2005 fou candidat pel Partit Democràtic de Nova Zelanda pel Crèdit Social en la circumscripció electoral d'Otago. Quedà en setè lloc de vuit candidats. No fou elegit per la llista electoral del partit, ja que el partit no va passar la barrera electoral del 5%.
En les eleccions de 2011 fou candidat per Nova Zelanda Primer a la circumscripció electoral de Waimakariri, quedant en cinquè lloc d'un total de cinc candidats. Prosser fou elegit diputat de llista al trobar-se quart en la llista electoral de Nova Zelanda Primer.
Va causar controvèrsia després de ser elegit en rebre cobertura mediàtica un editorial seu a la revista Investigate en què advocava a favor de la prohibició del burca a Nova Zelanda.
De nou causà controvèrsia en un article seu de la revista Investigate el febrer de 2013; Prosser escriví: «si ets un home jove, d'entre 19 i 35 anys, i ets musulmà, o sembles musulmà, o ets d'un país musulmà, no hauries de ser admès en cap aerolínia de l'Occident». Prosser, a més, declarà que els drets dels neozelandesos estaven sent «denigrats per una banda de troglodites misògins del "Wogistan", amenaçant el nostre estil de vida i seguretat de viatjar en el nom de la seva religió de l'Edat de Pedra, les seves atituds barbàriques contra les dones, democràcia i la nostra voluntat». Prosser va dir que els musulmans en lloc de ser admessos volar haurien de muntar camells. Subseqüentment va sorgir que la seva editorial fou escrita després que la seguretat en un aeroport confisqués la seva navalla. El líder de Nova Zelanda Primer Winston Peters inicialment va dir que no hauria de disculpar-se per part de Prosser, ja que Prosser estava fent un editorial pròpia en una revista, i no un discurs com a diputat, que Prosser no es disculparia i que va parlar amb ell sobre l'article.
Inicialment no es va disculpar, però més tard admetria que el seu article era molt imparcial i es va disculpar per l'ofensa que va crear. També declarà que no escriuria més per la revista Investigate.

## Vida personal
La seva parella és Mel Prosser i tenen dues filles. Viuen a Rangiora, Canterbury.